# Bosque de la Primavera
El bosque La Primavera es una amplia zona forestal, que alberga en su interior una caldera volcánica con un IEV de 6.4. Se ubica en México, en el Estado de Jalisco. Comparte extensión territorial con los municipios de Tala, El Arenal, Zapopan y Tlajomulco de Zúñiga. También conocido como el pulmón de la Zona Metropolitana de Guadalajara. Desde 1934 fue declarado zona forestal protegida, en 1980 se declaró una zona de Protección Forestal y Refugio de la Fauna Silvestre, por el presidente José López Portillo. Y en el 2000 adquirió la categoría de Área de Protección de Flora y Fauna. 

## Datos básicos
- Categoría UICN: 03 (Reservas Naturales Manejadas/Santuarios de Vida Silvestre)
- Extensión: 30 500 ha distribución entre propiedad privada, ejidatarios y Estado
- Fecha de Decreto:6 de marzo de 1980
- Ubicación:20°37′59.25″N 103°33′35.37″O / 20.6331250, -103.5598250
- Región Fisiográfica: cordillera Neovolcánica.
- Ecosistema Protegido: bosque de encino y pino, matorrales.
- Biodiversidad: 1 000 especies de plantas, 135 especies de aves
- Tipo de Vegetación: bosque de pino; bosque de pino-encino; bosque de encino; bosque de encino-pino; bosque tropical caducifolio; pastizal.
- Productividad de agua: 240 millones de m³ de agua al año.

## Historia
La zona que ocupa el Bosque la Primavera se encuentra al centro del Estado de Jalisco entre las zonas florísticas de la Sierra Madre Occidental y el Eje Neovolcánico Transversal cuyas edades de formación más tardías pueden datarse en el cuaternario reciente.
La Sierra de la Primavera es, en realidad, un complejo volcánico tardío (Montaña volcánica ácida moderna) que forma parte del el Eje Neovolcánico, cuyas laderas se encuentran formadas por la efusiones de magma ocurridas entre el Pleistoceno superior y el Holoceno finalizando su formación, por ello, alrededor del año 20 000 a. C.
Se tienen datos de pobladores de las regiones del Bosque la Primavera y aledañas desde el año 350 d. C. Sin embargo, la mayor intervención humana comenzó tras asentarse en sus cercanías los conquistadores españoles a partir del siglo XVI para formar los poblados de Guadalajara y Tlajomulco que se beneficiaban de la madera proveniente del bosque para su propia subsistencia y comercio.
A principios del siglo XX se construyó la Hacienda La Primavera en los terrenos que habían pertenecido a una tequilera construida en 1896 por la familia Lancaster Jones, dicha hacienda se dedicó a la explotación resinera. El nombre de esta hacienda se haría extensivo, por los años de 1960, al bosque y al poblado que se formaría alrededor de aquella, que actualmente forma parte del municipio de Zapopan.
En 1934, el presidente Lázaro Cárdenas, declaró zona de protección forestal un área de aproximadamente 10 000 km² que circundantes de la ciudad de Guadalajara en un área que comprendía el Bosque La Primavera. 
En 1963, cuando gobernaba Jalisco Juan Gil Preciado, la Comisión Forestal del Estado de Jalisco establece una coordinación para la elaboración de un proyecto para la creación de un "Parque Estatal" en La Primavera, que fue apoyada por parte del gobierno federal en 1964.

### Desprotección y proceso inmobiliario
El 26 de diciembre de 1971, se termina con 36 años de protección cuando se consideró al Bosque la Primavera, por el Gobierno del Estado de Jalisco, como de utilidad pública y uso turístico.[cita requerida] Esta maniobra del entonces gobernador Francisco Medina Ascencio, fue el primer paso para abrir las puertas a la fragmentación y urbanización del bosque.[cita requerida]
Llama la atención que esto sucede apenas unos días después de que Gustavo Díaz Ordaz hubiera dejado el cargo de presidente y el recién llegado, Luis Echeverría Álvarez aprobara el cambio de zona protegida a utilidad pública.[cita requerida] El hecho de que Echeverría estuviera casado con la jalisciense María Esther Zuno Arce, hija de una familia prominente local, hace pensar que fue de las primeras gratificaciones que hizo el presidente al grupo que lo apoyó en el Occidente de México, que podría explotar el bosque con intereses inmobiliarios.[cita requerida]
El 14 de octubre de 1972 se decretó al Bosque la Primavera como zona de reserva urbana por el gobernador del Estado de Jalisco Alberto Orozco Romero, completando el proceso para cercenar la zona protegida. Inmediatamente se dan permisos de urbanización para los fraccionamientos Pinar de la Venta, El Palomar y Ciudad Bugambilias.[cita requerida]
El 20 de agosto de 1973 se revocó el mandamiento del Gobierno del Estado del 3 de noviembre de 1967 para la aprobación, en el ámbito federal, de dotación de tierras ejidales al poblado Lic. Adolfo López Mateos, entregándoseles 1,103 hectáreas de agostadero de buena calidad, misma que estaba fuera del radio legal y que era habitada por menos personas que las que debían de fungir como ejidatarios.[cita requerida]

### El rescate
El 6 de marzo de 1980, por mandato del entonces Presidente José López Portillo, se publicó en el Diario Oficial de la Federación el Decreto por el que por causa de utilidad pública se establecía como Zona de Protección Forestal y Refugio de la Fauna Silvestre la región conocida como La Primavera (ZPFRFSLP), que se localiza dentro de una superficie aproximada de 30,500 ha en los Municipios de Tala, El Arenal, Zapopan y Tlajomulco de Zúñiga, Jalisco.[cita requerida] El 25 de septiembre de 1980 se solicitó la derogación de los decretos estatales que declaraban a la zona como área turística y de reserva urbana siendo gobernador Flavio Romero de Velasco.[cita requerida]
En este mismo año el Gobierno del Estado de Jalisco adquirió, mediante contrato de donación, 5,290 ha ubicadas al poniente del bosque, de las cuales, el Gobierno del Estado otorgó 672 ha al Instituto de Madera, Celulosa y Papel de la Universidad de Guadalajara para su empleo en educación ambiental como bosque-escuela y en ella se realicen investigaciones por un período de 25 años.[cita requerida] Así mismo, en 1992 se estableció un Centro de Ecología en el Bosque La Primavera, dependiente de la Universidad de Guadalajara, con fines de educación ambiental.[cita requerida]

### Daño por estación geotérmica de la CFE
La CFE comenzó a instalar una estación geotérmica productora de electricidad sin éxito desde principios de los años 80.[cita requerida] La devastación provocada en pleno corazón del bosque fue monumental y a la fecha no se ha rehabilitado la zona. Aún se conservan las tuberías instaladas, cercas y caminos que provocan deslaves y erosión continua.[cita requerida]
En un acto sin precedentes el gobernador y la prensa hicieron un recorrido aéreo por la zona, donde se apreciaba una gran mejoría desde el aire: zonas verdes donde había deslaves.[cita requerida] Rompiendo el cerco de CFE varios ciudadanos y la prensa accedieron al lugar para darse cuenta de que la CFE en lugar de reforestar, utilizó acrílico para camuflar las zonas deslavadas, es decir pintaron la tierra de verde para aparentar pasto. De todos los ardides posibles para engañar al pueblo en la política, este engaño es ejemplar.[cita requerida] La posición de Guillermo Cosío Vidaurri quedó en entre dicho ya que fue engañado de forma irrisoria o quizás era parte del proceso de utilizar pintura para calmar a la opinión pública.[cita requerida]

### Incendios

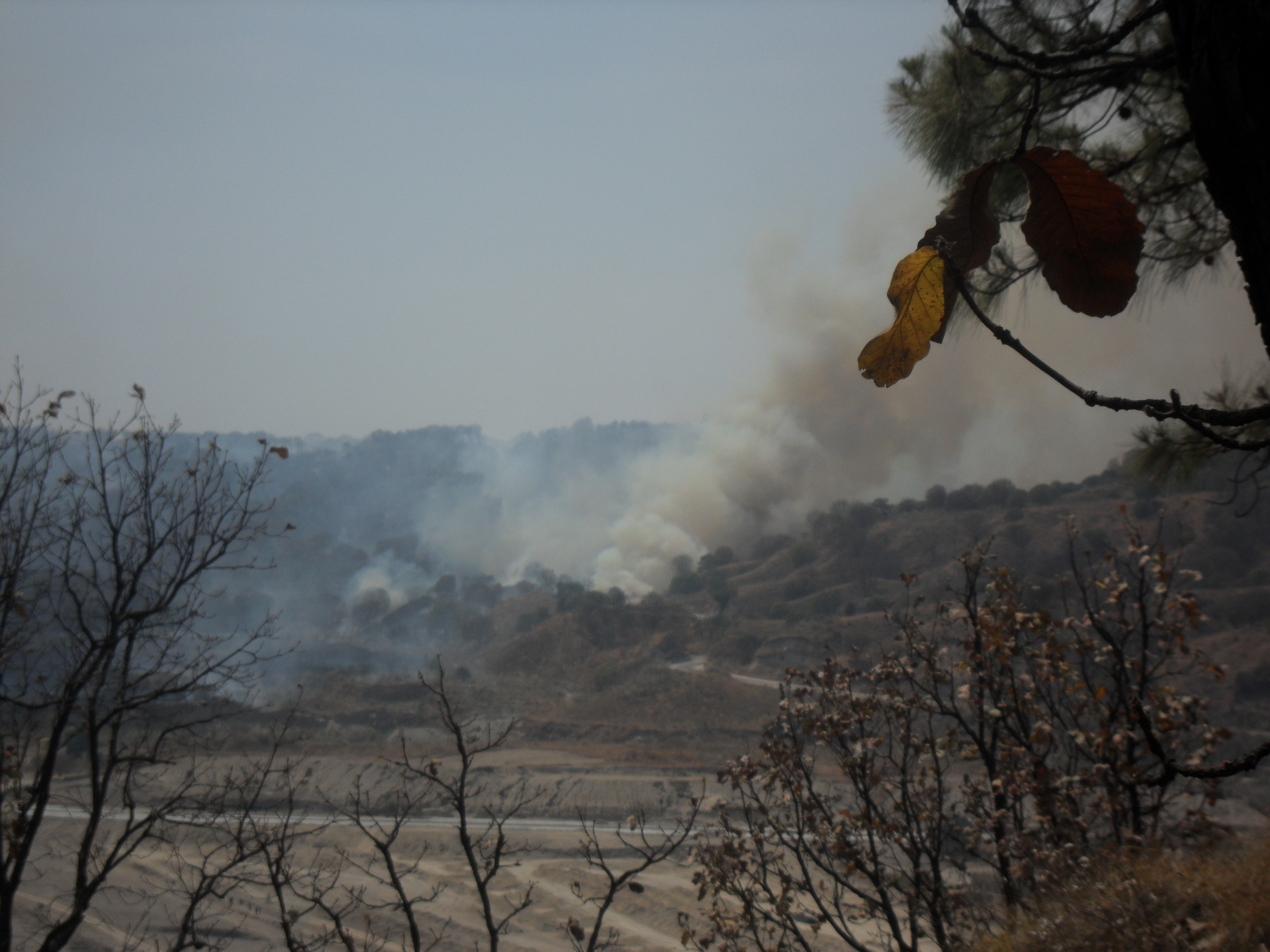

La presente hoja corresponde al acta de la sesión ordinaria número 11 celebrada por el Ayuntamiento de Guadalajara, a las 10:30 del veintisiete de abril del 2007.
El Bosque la Primavera sufre cotidianamente grandes daños ocasionados por la falta de medidas necesarias para prevenir incendios, ya que esa es la principal causa del deterioro de este bosque.[cita requerida] Como el que se suscitó en el año de 2005, en el cual se dañaron alrededor de 8,000 hectáreas declarándose contingencia ambiental en la zona conurbada de Guadalajara y se decretó la fase dos de emergencia a causa de que se elevó a 370 puntos de imeca la contaminación ambiental, teniendo en cuenta que entre 50 y 100 puntos de imeca se considera un ambiente bueno, se necesitan por lo menos 20 años para la recuperación de la zona siniestrada en el bosque.[cita requerida]
En el 2019, se registraron 47 siniestros que afectaron 1,412 hectáreas del área protegida del bosque. Iniciaron el 12 de mayo y terminaron el 15 de mayo, del mismo año. Las autoridades pusieron bajo alerta ambiental a la Zona Metropolitana de Guadalajara, y restringieron el acceso al lugar.
Más del 95% de los incendios forestales son ocasionados por el ser humano debido a negligencia, vandalismo o actividades primarias. En su mayoría provienen fuera de la delimitación territorial de protección. La propagación del fuego obedece a la biomasa que almacena el bosque en su suelo, además de las condiciones meteorológicas como vientos fuertes. 
Las afectaciones ambientales tras un incendio forestal dependen de la intensidad de este, si llega a ser de alta intensidad, el suelo es más propenso a erosionarse, se pierde cubierta vegetal, la fauna silvestre pierde su hábitat, no hay filtración de agua hacia los mantos freáticos y una mala calidad del aire.

## Geología
El Bosque de la Primavera está comprendida por 2 zonas de traslape: dos regiones biogeográficas, la neártica y la neotropical, y dos provincias florísticas como son la Sierra Madre Occidental y las Sierras meridionales o Eje Neovolcánico transversal.[cita requerida] Es uno de los relieves volcánicos más recientes de México; la captación media anual de agua de lluvia se calcula en 240 millones de metros cúbicos, lo cual genera un potencial hídrico superficial y subterráneo que abastece acuíferos de los valles de Atemajac-Tesistán (incluyendo la Zona Metropolitana de Guadalajara, ZMG), Toluquilla y Etzatlan-Ahualulco, y de manera indirecta el Valle de Ameca, todos en la zona central del Estado de Jalisco. Así también, el ANP La Primavera favorece a la región que lo rodea proporcionándole pocos días calurosos e inviernos benignos, lo que permite el desarrollo de diversas especies vegetales y animales.[cita requerida]

## Flora y Fauna
De acuerdo al Sistema Nacional de Información sobre Biodiversidad de la Comisión Nacional para el Conocimiento y Uso de la Biodiversidad (CONABIO) en el Área de Protección de Flora y Fauna La Primavera habitan más de 1,340 especies de plantas y animales de las cuales 41 se encuentra dentro de alguna categoría de riesgo de la Norma Oficial Mexicana NOM-059  y 36 son exóticas,

### Fauna
Los estudios realizados hasta la fecha en el área de protección de flora y fauna La Primavera revelan la existencia de 29 especies de mamíferos pertenecientes a 25 géneros y 14 familias.[cita requerida]
Entre los carnívoros registrados recientemente cabe destacar la presencia del puma Felis concolor, por ser una especie indicadora de calidad del hábitat; aunque el anterior registro de esta especie era de 1974, en los últimos años se ha confirmado su presencia a través de huellas, excretas y observación directa.[cita requerida]
Además, se cuenta con registros de otros mamíferos mayores, como el gato montés o Lince rojo Lynx rufus, el venado cola blanca Odocoileus virginianus, el coyote Canis latrans y la zorra gris Urocyon cinereoargenteus. Una especie relevante registrada es el jaguarundi Felis yagouaroundi, que cuenta con la categoría de amenazada (de acuerdo con la NOM-059 -ECOL-94).[cita requerida]
| Nombre común           | Nombre científico        | Nombre común          | Nombre científico    |
| ---------------------- | ------------------------ | --------------------- | -------------------- |
| Jaguarundi o leoncillo | Puma yagouaroundi        | Iguana negra          | Ctenosuara pectinata |
| Cacomixtle             | Bassariscus astutus      | Armadillo             | Dasypus novemcintus  |
| Puma                   | Puma concolor            | Búhos                 | Bubo virginianus     |
| Venado cola blanca     | Odocoileus virginianus   | Tlacuaches            | Didelphis virginiana |
| Comadreja              | Mustela frenata          | Serpiente de Cascábel | Crotalus basiliscus  |
| Coyote                 | Canis latrans            | Tortuga               | Kinosternon integrum |
| Zorra gris, zorra      | Urocyon cinereoargenteus | Zorrillo              | Mephitis macroura    |
| Lince                  | Lynx rufus               | Tarántulas            | Brachypelma          |
| Tarántulas             | Brachypelma              |                       |                      |

### Flora

Vegetación del bosque de la primavera en zonas bajas.

Los tipos de flores que se encuentran en el bosque son los siguientes:el girasol , hierba, albahaca y la manzanilla.[cita requerida] El bosque se encuentran cuatro tipos de vegetación de acuerdo a la clasificación bosque de encino (Quercus); bosque de encino-pino (Quercus-Pinus); bosque de pino (Pinus) y bosque tropical caducifolio; así como tres comunidades vegetales (riparia, rupícola, y ruderal), que se desarrollan dentro de los diferentes tipos de vegetación antes mencionados.[cita requerida]
Presenta elementos arbóreos con alturas de 6 a 15 m, su aspecto es ligeramente cerrado y en ocasiones abierto, con una serie de asociaciones conforme se incrementa la altitud y disminuye la temperatura, como se puede observar en el siguiente cuadro de rangos altitudinales (m s. n. m.)[cita requerida]
- 1800 a 1900 Quercus castanea, Q. laeta, Q. obtusata y Pinus oocarpa
- 1900 a 2000 Q. coccolobifolia, Q. viminea, Pinus oocarpa, Clethra rosei y Agarista mexicana
- 2000 a 2225 Q. magnoliifolia, Pinus douglasiana y Prunus serotina var. capuli
- La última de las asociaciones mencionadas se halla principalmente en el cerro San Miguel y en el cerro Planillas, que son los más altos de La Primavera.

Los elementos del estrato arbustivo en esta comunidad alcanzan alturas de 1 a 3 m y se presentan en una distribución espaciada. Los más comunes son: Calliandra anomala, Diphysa suberosa, Comarostaphylis glauscescens, Vaccinium stenophyllum y Agave guadalajarana.[cita requerida]
El estrato herbáceo comprende especies como Aristida barbata, Aristida hintoni, Dalea pectinata, y Lostephane heterophylla, entre otras.[cita requerida]
| Nombre común                 | Nombre cienfífico     | Nombre común                      | Nombre cienfífico           |
| ---------------------------- | --------------------- | --------------------------------- | --------------------------- |
| Encino                       | (Quercus castanea)    | Amate amarillo                    | Ficus petiolaris            |
| Encino                       | Quercus laeta         | Higo grande                       | Ficus maxima                |
| Encino                       | Quercus jonesii       | Tunihu tuu                        | Ficus cotinifolia           |
| Encino laurelillo            | Quercus viminea       | Flor de tila                      | Clethra rosei               |
| Encino amarillo              | Quercus magnoliifolia | Ceiba                             | Ceiba aesculifolia          |
| Pino amarillo                | Pinus oocarpa         | Tepehuaje                         | Lysiloma acapulcense        |
| Pino lacio, pino real, ocote | Pinus devoniana       | Encino roble, encino roble prieto | Quercus obtusata            |
| Pino triste                  | Pinus lumholtzii      | Hierba de la sarna                | Agarista mexicana           |
| Pino                         | Pinus luzmariae       | Apulin negro                      | Prunus serotina var. capuli |
| Trompillo sudamericano       | Euphorbia cotinifolia |                                   |                             |

## Actividades recreativas
La Primavera provee el servicio ecosistémico de recreación, muchas personas de la ZMG y municipios aledaños van cada fin de semana a disfrutar del bosque.  
La práctica ciclismo de montaña estilo cross country y enduro.[cita requerida]. Es muy popular pues existen diversas rutas  para todo tipo de niveles de experiencia como: La Mosca, Las Torres de Guardabosques 1 / 2 / 3, Glorieta, Garrison, La Hermosísima, Hoyo Negro, Toboganes, Obsidianas, Espinazo del Diablo, La cebada, entre otras.[cita requerida]. Para ingresar al bosque, la mayoría de los ciclistas recurren a la entrada que está en Av. Mariano Otero, aunque otros optan entrar por Pinar de la Venta o el Pueblo de La Primavera.[cita requerida].Esta actividad ha comenzado a generar afectaciones al suelo, pues el constante paso de los ciclistas por las rutas erosiona los caminos.  
Cada año también se llevan a cabo carreras de ciclismo de montaña de la liga de Jalisco LIJACIM.[cita requerida]
Por otro lado, otra disciplina que se practica es la cabalgata, desde el paseo recreativo hasta el entrenamiento de endurance ecuestre. Es común ver grupos de jinetes en el perímetro que corre desde El Bajío hasta Tala, por la cara norte y oeste del bosque. Por esas zonas existen muchos hípicos, caballerizas privadas y potreros que hospedan a estos caballos.
Otra de las actividades que ha comenzado a cobrar relevancia es la instalación de ecocamping, la adaptación de estas zonas ha creado cambios de uso de suelo.  

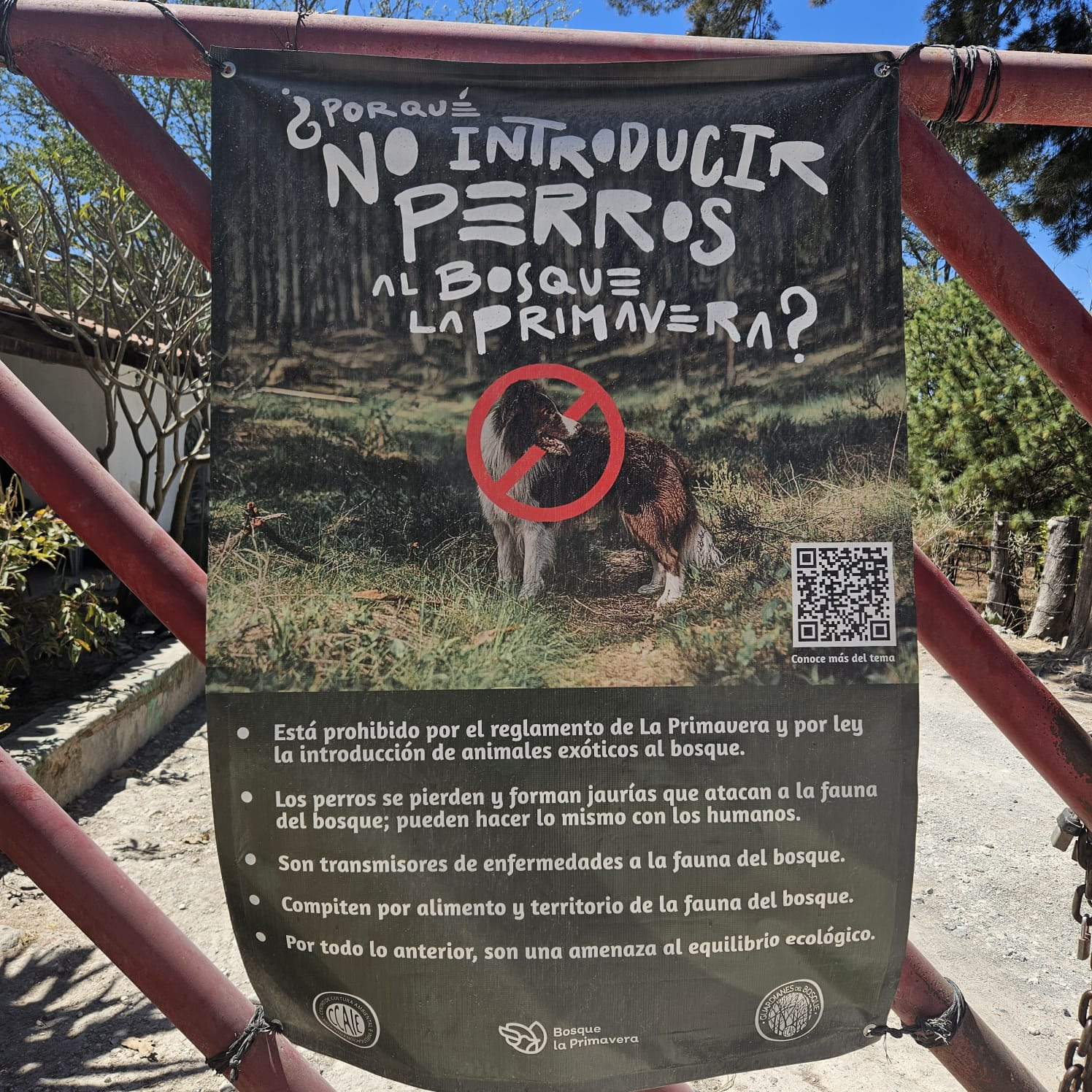

Dentro del Programa de Manejo del bosque, en el capítulo VI, se establecen ciertas prohibiciones para preservar el ecosistema:
- No mascotas (ya que pueden alterar el equilibrio ecosistémico)

- No extraer sacar nada del bosque

- No motociclismo
- No a la apertura de caminos
- No al cambio de usos de suelo

Dentro de las recomendaciones que dan los guardabosques antes de ingresar son: 
- Seguir los caminos que están ya hechos
- No hacer fogatas
- No tirar basura
- No invadir propiedad privada
- Apoyar a la conservación de este espacio natural.[cita requerida]

## Problemas para la conservación
Objetivo de conservación: asegurar las condiciones naturales necesarias para proteger especies significativas, grupos de especies, comunidades bióticas o características físicas ambientales que requieran ciertos tipos de manipulación para su perpetuación. La cosecha controlada puede ser permitida.[cita requerida] Principales problemas: establecimiento de fraccionamientos, pozos geotérmicos, explotación de bancos de material, tala inmoderada, incendios, contaminación de cuerpos de agua, sobrepastoreo.[cita requerida]
Contaminación de cuerpos de agua
- Arroyo las Tortugas

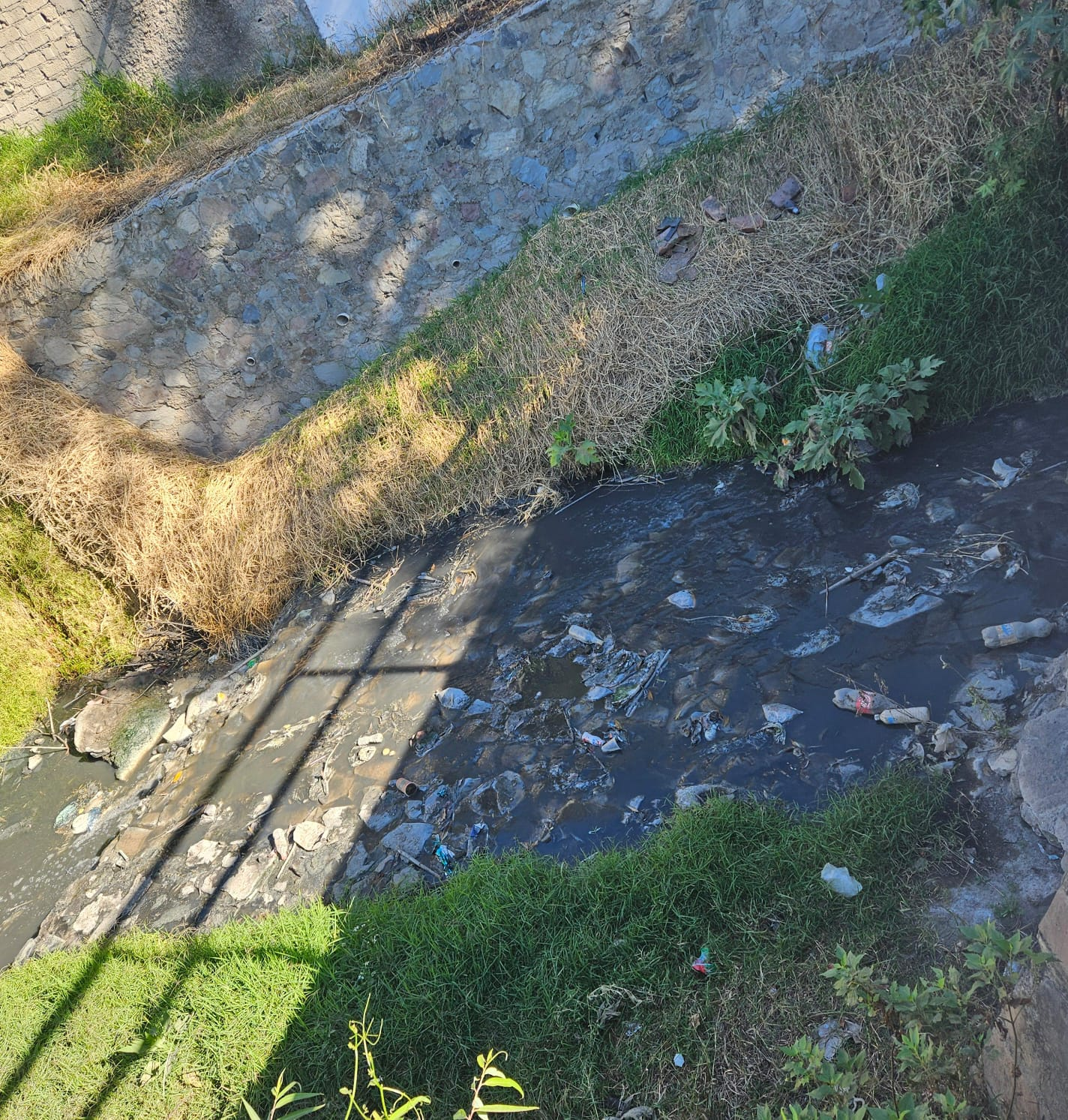

Debido a la falta de operación en la planta de tratamiento de aguas residuales La Venta Grande, las descargas de casas habitación de Venta del Astillero y La Primavera terminan en el arroyo las Tortugas, además las naves industriales ubicadas en carretera Nogales también realizan descargas a dicho cauce. A pesar de que se ha reportado ante las autoridades correspondientes, la contaminación persiste, el olor fétido y el color dudoso del agua depende de las descargas.  Además, las personas han comenzado a arrojar basura y escombros, empeorando la situación.
- Derrame     de combustible en Balneario Los Chorros de Tala y Río Caliente

A finales del año 2021, los visitantes de balneario y río comenzaron a percibir un olor a gasolina en el agua, las autoridades iniciaron con las investigaciones correspondientes, sin dar una respuesta concreta, se desconoce cuantos litros se pudieron derramar y de donde provenía el hidrocarburo. Un año y medio después, el balneario reabrió sus puertas, pues, en los monitores de agua ya no había presencia del combustible. El daño ambiental quedo impune. 
Fragmentación de la tierra
La tenencia de la tierra en el bosque se divide entre propiedad privada con un 58% ejidatarios con un 23% y estado con 19%, lo que dificulta una protección integral del área, pues cada uno corresponde a un interés en particular. 